# M4 (Стамбульський метрополітен)
M4 — лінія стамбульського метрополітену, одна з двох ліній метро на анатолійській стороні Стамбула (друга — M5).
Підземна лінія, починається в Кадикьой на березі моря, біля поромних терміналів, прямує на північ паралельно залізниці Анкара — Стамбул до Айрилик-Чешмесі, а потім продовжується вздовж автостради D 100 до станції Картал
17 серпня 2012, була відкрита лінія Кадикьой — Картал без станції Айрилик-Чешмесі (відкрита 29 жовтня 2013), де є пересадка на станцію лінії Мармарай — Айрилик-Чешмесі

## Історія
План будівництва лінії метро на анатолійській стороні Стамбула було затверджено у 2005. У 2008, контракт на будівництво з кошторисом у € 751m був укладений з консорціумом Astaldi, Makyol і Gülermak. Потяги були замовлені у іспанської компанії CAF У середині-2010, будівництво тунелів було завершено. Лінія має гейт з Турецькими державними залізницями через Мармарай і станцію Айрилик-Чешмесі і Стамбульським метробусом по станції Юналан. Дата відкриття була запланована на грудень 2011, але була затримка з монтажем сигналізації

## Опис
Станції Кадикьой, Айрилик-Чешмесі, Юналан та Гьозтепе знаходяться нижче рівня моря. Середня відстань між станціями становить 1300 м. Відстань між станціями Малтепе і Хузуреві є найкоротшою — 800 м. Відстань між Бостанджи і Кючюк'яли є найдовшою — 2300 м. Центр управління лінією знаходиться в Есенкент, депо знаходиться в Малтепе. Друге депо буде побудовано біля станції Кайнарджа, і буде побудоване пізніше
Інтервал руху, на кінець 2012, становив 150 секунд, планується скоротити до 90 секунд. Час зупинки на станціях триває 20 секунд. Чотири-вагонні поїзди мають пасажиромісткість у 1000 осіб та восьми-вагонні потяги — 2000 осіб. Транспортна годинна-спроможність в одному напрямку — 70 000 пасажирів. Загальний час в дорозі становить 35 хвилин.

## Станції
На 2023 рік M4 має 23 станції в експлуатації та 6 споруджується 

## Рухомий склад
Лінія обслуговується потягами CAF, загальна кількість — 144 вагони